# Рильськ
Ри́льськ (рос. Рыльск) — місто на Сіверщині над річкою Сеймом, розташоване на українсько-російському етнічному пограниччі, районний центр Курської області Російської Федерації. Населення — 14 843 мешканців (2024).
Рильськ — стародавнє місто — існувало вже у 9 столітті як один з осередків сіверян, у літописі згадується вперше 1152, як місто-фортеця Новгород-Сіверського Князівства. У 12-13 століттях — головне місто удільного князівства і у 14-15 століттях входило до складу Великого Князівства Литовського, з 16 століття у складі Московської держави і являло собою важливий стратегічний пункт; часто руйнований татарами. З 1797 до 1920-их років повітове місто Курської губернії. 1926 у Рильському повіті українці становили 20,9 % всього населення (вони жили у південній частині повіту).

## Назва
Свою назву Рильськ отримав від річки Рило (раніше Рила). Походження назви річки темно. Найпоширеніша версія походження від слов'янського «рити», хоча окремі дослідники віднесли гідронім Рило до дослов'янської пласту (фінно-угорського або навіть іранського походження з різними топонімічним значеннями). Існує також кілька версій «народної етимології» назви річки і міста.
За однією з версій Рильськ зобов'язаний своїм ім'ям преподобному Іоанну Рильському. Хоча сам святий ніколи не був у Рильську Курської області — він жив у Болгарії, в тих самих місцях, де знаходяться Рильський гори, річка Рильська та містечко Рила. А вже після його смерті болгарські ченці Рильського монастиря через утиски Візантії були змушені тікати з країни, з собою вони взяли частку мощів святого — правицю (праву руку). Це історична подія, хоча і відноситься до дохристиянського періоду Русі, зв'язується з існуванням в Рильську XVII століття церкви святого Іоанна Рильського.
Прихильники іншої версії стверджують, що назва міста пов'язана з перебуванням в стародавньому поселенні сіверян великого капища Ярила (божества весняної родючості), і спочатку місто називалося Ярі(и)льск. Власне капище розташовувалося на узвишші, нині відомому як «Гора Івана Рильського».
За ще однією давньою легендою свою назву річка отримала так: дика свиня з поросятами, риючи собі лігво, розрила джерело, яке і стало початком річки. Мабуть, співзвуччя назв річки і кабанячої голови (рило) і породило цю історію.
За українським правописом першої половини XX століття вживалася назва Рильське.

## Історія
Вперше Рильськ згадується 1152 року у складі Сіверського князівства. Тут починав князювати чернігівський князь Святослав Ольгович.
У руських літописах згадуються тільки два міста сучасної Курської області — Рильськ й Курськ.
У 1150—1200 роках Посемська волость Переяславського й згодом Чернігівського князівства з центром у Курську перетворюється на удільне Курське князівство. Тоді й з'являється підпорядковані Курському Рильське князівство.
Ймовірно, що Рильськ був більшим за Курськ за площею та значенням.
Дитинець Рильська розташований на Горі Івана Рильського на шарі роменського городища. Культурний шар Рильська сягає 5 метрів. Тут знаходився також Кологород (Вознесенська Гора) та Посад.
З монголо-татарською навалою 13 сторіччя Рильськ опиняється у Золотій Орді й згодом переходить під владу Кримського хана. За археологічними даними населення продовжує відноситися до руської культури.
Рильськ згадується у переліку руських міст далеких і близьких кінця XIV століття як «київське» місто.
У 1507 році кримський хан Менгли І Гірей подарував великому литовському князю Сигизмунду І Рильськ разом з Ратним (Ратун) та Курською тьмою.
У 16 сторіччі Рильськ відходить до Московського царства й починає заселятися з півночі.
У 1918 році місто було прикордонним пунктом української держави.

## Визначні пам'ятки

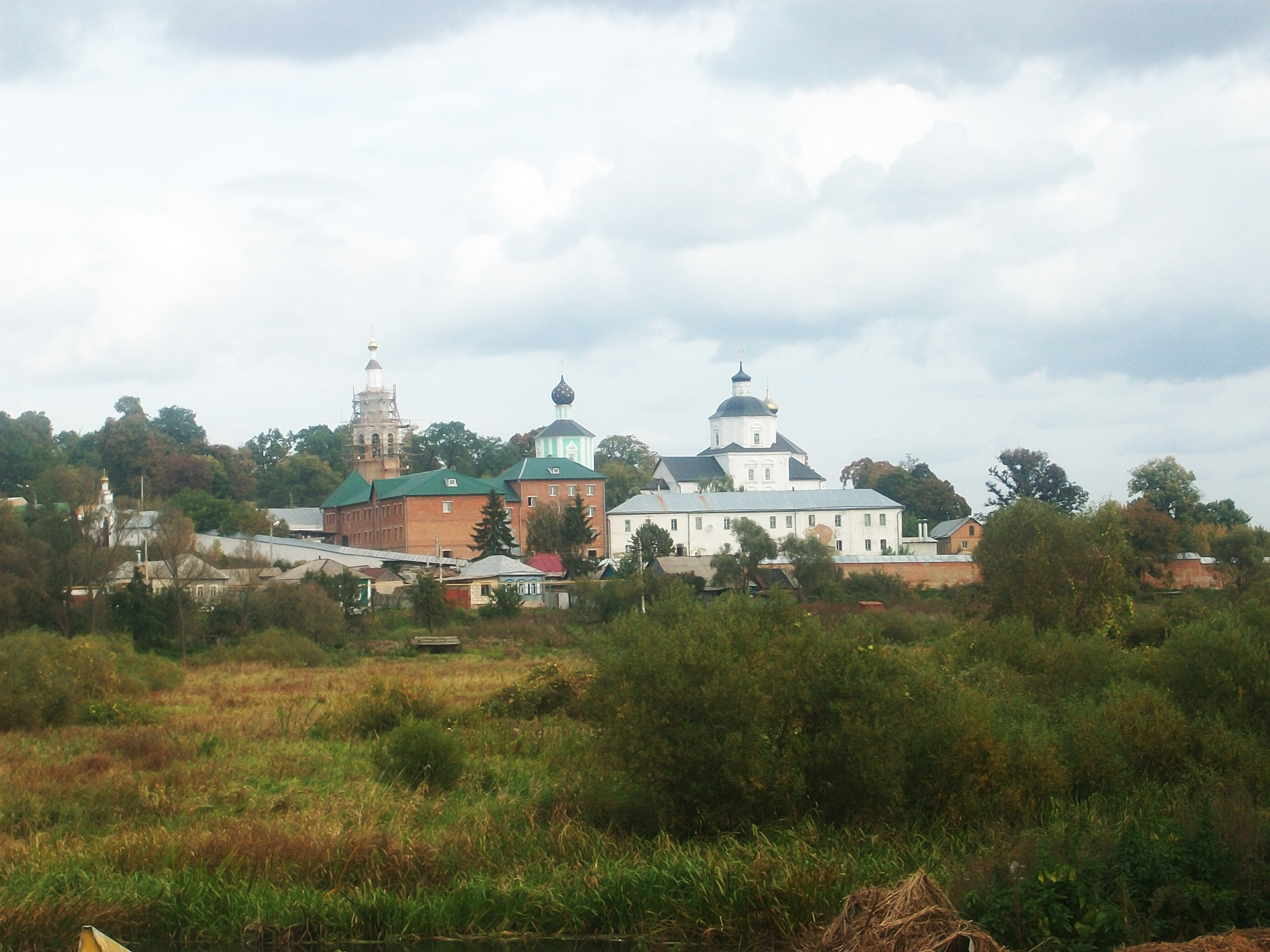
Рильський Свято-Миколаєвський чоловічий монастир

У Рильську збереглося кілька десятків житлових і адміністративних будівель XVIII — XIX століть. Православна архітектура представлена Покровським собором (1822), Успенським собором (1811) і Вознесенською церквою (1866). На околиці міста, у селі Приміська Слобідка розташований Миколаївський монастир з 3-а церквами XVIII століття. У місті працює краєзнавчий музей, заснований в 1919 році. Музей володіє багатою колекцією предметів мистецтва, переданих з націоналізованих дворянських садиб колишнього Рильського повіту.
У Рильську збереглося чимало пам'ятників цивільної та церковної архітектури XVIII—XIX століть.

## Міста-побратими
- Глухів, Україна
- Шелехов, (рос. Шелехов), Росія

## Населення
| 1856    | 1862    | 1897    | 1913    | 1914    | 1923    | 1926    | 1931    | 1939    |
| ------- | ------- | ------- | ------- | ------- | ------- | ------- | ------- | ------- |
| 7200    | ↗8200   | ↗11 549 | ↗14 600 | ↗14 690 | ↘11 032 | ↘10 737 | ↘10 100 | ↗12 401 |
| 1959    | 1967    | 1970    | 1979    | 1989    | 1992    | 2000    | 2001    | 2002    |
| ↗12 653 | ↗16 000 | ↗16 398 | ↗18 318 | ↗19 472 | ↘18 800 | ↗19 400 | →19 400 | ↘17 603 |
| 2003    | 2005    | 2006    | 2009    | 2010    | 2011    | 2012    | 2013    | 2014    |
| ↘17 600 | ↘17 400 | ↘17 200 | ↗17 379 | ↘15 671 | ↗15 700 | ↗15 865 | ↗16 110 | ↗16 163 |
| 2015    | 2016    | 2017    | 2018    | 2019    | 2020    | 2021    | 2023    | 2024    |
| ↗16 221 | ↗16 242 | ↗16 319 | ↘16 147 | ↘16 014 | ↘16 005 | ↘15 069 | ↘15 049 | ↘14 843 |

## Відомі уродженці
- Попов Валентин Петрович (29 квітня 1894 — 6 вересня 1976) — український радянський агрометеоролог, кліматолог, доктор географічних наук, професор Київського університету імені Тараса Шевченка.
- Ренков Іван Степанович (1915—1980) — український радянський, український звукооператор.

## Економіка
- ВАТ «Глобус»[6]
- ВАТ «Сиророб»[7]
- ТОВ «Промцукор»[8]
- ЗАТ «Рильський хлібозавод»[9]
- ВАТ «Рильський авторемонтний завод»[10]